# Bækken (anatomi)
 For alternative betydninger, se Bækken. (Se også artikler, som begynder med Bækken)
Bækken eller bækkenparti er den nederste del af kroppen under bughulen, dvs. hulrummet mellem hoftebenene og de knogler der omgiver det. Bækkenet er en ringformet knogleramme, der gennem hofteleddet forbinder hvirvelsøjlen med benene.
| Anatomi | Spire Denne artikel om anatomi er en spire som bør udbygges. Du er velkommen til at hjælpe Wikipedia ved at udvide den. |